# Kaiserstuhl
Pour la commune suisse du canton d'Argovie, voir Kaiserstuhl (Argovie).
Le Kaiserstuhl est un massif de montagnes moyennes d'origine volcanique situé dans le Sud-Ouest du Bade-Wurtemberg, en Allemagne. Son sommet le plus élevé est le Totenkopf avec 557 mètres d'altitude.

## Toponymie
Le Kaiserstuhl (en français : « chaise de l'Empereur ») doit probablement son nom au roi Otton III, qui a présidé à une journée de jugements près de Sasbach en 994, soit deux ans avant son couronnement en tant qu'empereur.

## Géographie

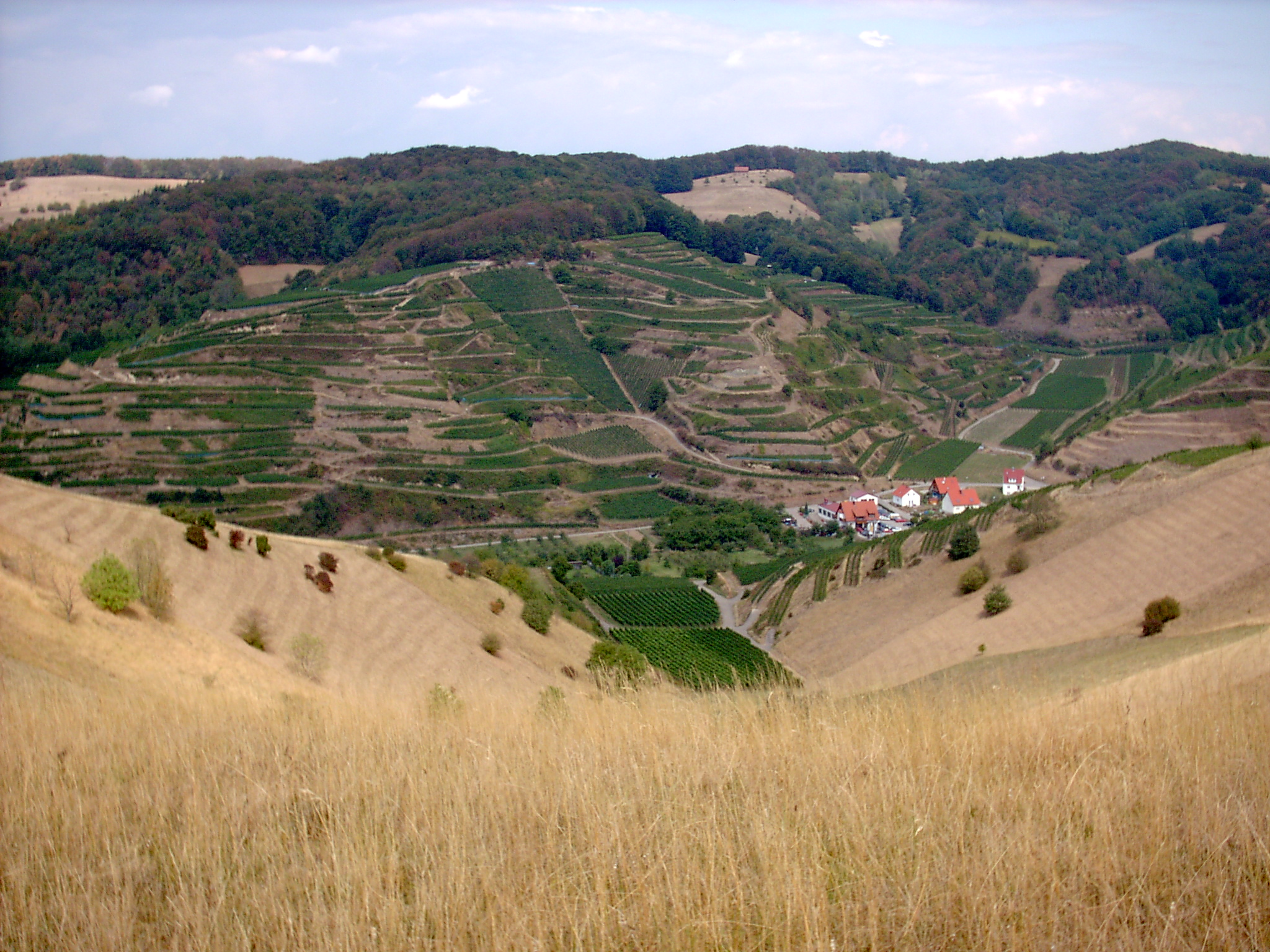
Vue depuis le Kaiserstuhl vers Schelingen.

Le Kaiserstuhl se trouve dans le sud du pays de Bade, légèrement au nord-ouest de Fribourg-en-Brisgau, et directement sur la rive droite du Rhin, dans la plaine du Rhin supérieur (plaine d'Alsace). Son altitude moyenne est de 355 m.
Dans sa plus grande étendue, entre Ihringen dans le sud-ouest et Riegel dans le nord-est, le Kaiserstuhl a une longueur de 16 km. Sa plus grande largeur est de 12,5 km. 
Le Totenkopf (557 m) avec Neunlinden, Eichelspitze (520 m) et Katharinenberg (492 m) sont les plus grandes élévations de ce massif. La réserve naturelle Badberg dans le centre — entre Schelingen, Oberbergen et Alt-Vogtsburg — est le foyer de nombreuses plantes rares, comme des orchidées, permettant d'effectuer de nombreuses randonnées pédestres avec des vues splendides sur la Forêt-Noire, la plaine d'Alsace et les Vosges.

## Géologie
Le Kaiserstuhl a une structure hétérogène : la partie ouest du massif est d'origine volcanique de l'ère tertiaire alors que sa partie située à l'est fait partie des contreforts de la Forêt-Noire. Un écoulement souterrain latéral explique la présence de phonolithe, mise au jour par l'érosion, dans la zone des contreforts composée de couches calcaires. Le lœss, un sédiment qui trouve son origine dans la dernière période glaciaire, recouvre le Kaiserstuhl sur une épaisseur de 10 à 40 m.

## Climat
À certains endroits du Kaiserstuhl, l'une des régions les plus chaudes de l'Allemagne, un climat à tendance méditerranéenne sec domine, du fait que les Vosges font une barrière naturelle à la pluie en provenance de l'océan Atlantique.

### Données météorologiques
La température annuelle moyenne est de 9,9 °C. Durant 50 à 60 jours les températures dépassent 25 °C et durant 60 à 70 jours il gèle. Ceci reflète la particularité de ce massif qui se distingue par des conditions climatiques assez extrêmes, ce qui est particulièrement mis en évidence par la variation de température moyenne annuelle qui est de 18,5 °C.
La quantité de précipitations moyenne sur le Kaiserstuhl est d'environ 600 à 700 mm et la durée d'ensoleillement annuelle est de 1 720 heures.

## Flore et faune

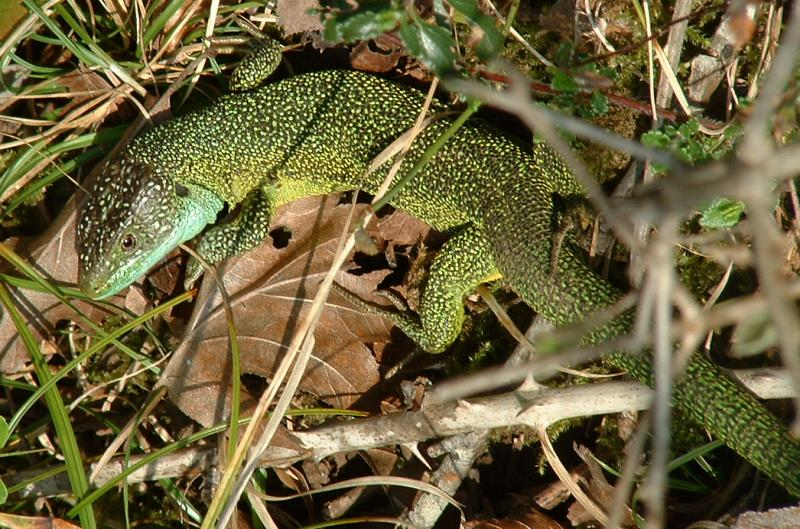
Lézard vert.

Le climat du Kaiserstuhl explique la présence importante d'espèces animales et végétales aimant la chaleur. Le massif du Kaiserstuhl est, par exemple, l'un des lieux qui présente la plus grande diversité d'orchidées en Europe avec plus de 30 espèces recensées. Entre les vignes poussent des muscaris sauvages et sur les talus fleurissent des iris. Ici vivent également des lézards verts et des mantes religieuses (Mantis religiosa), des espèces qu'on trouve également dans la plaine d'Alsace voisine mais qui sont habituellement plutôt familières dans le bassin méditerranéen. Le chêne pubescent, également présent dans le massif, est une plante xérophyte commune en Europe du sud. Ces espèces vivent dans une aire biologique disjointe, donc séparées de leur zone de répartition normale. Ceci est un reliquat d'une période chaude post-glaciaire durant laquelle régnait un climat nettement plus doux dans une vaste région qui englobait le Kaiserstuhl. À la fin de cette période chaude, ces espèces n'ont pu survivre dans la région que dans ce massif bénéficiant d'un microclimat.

## Économie

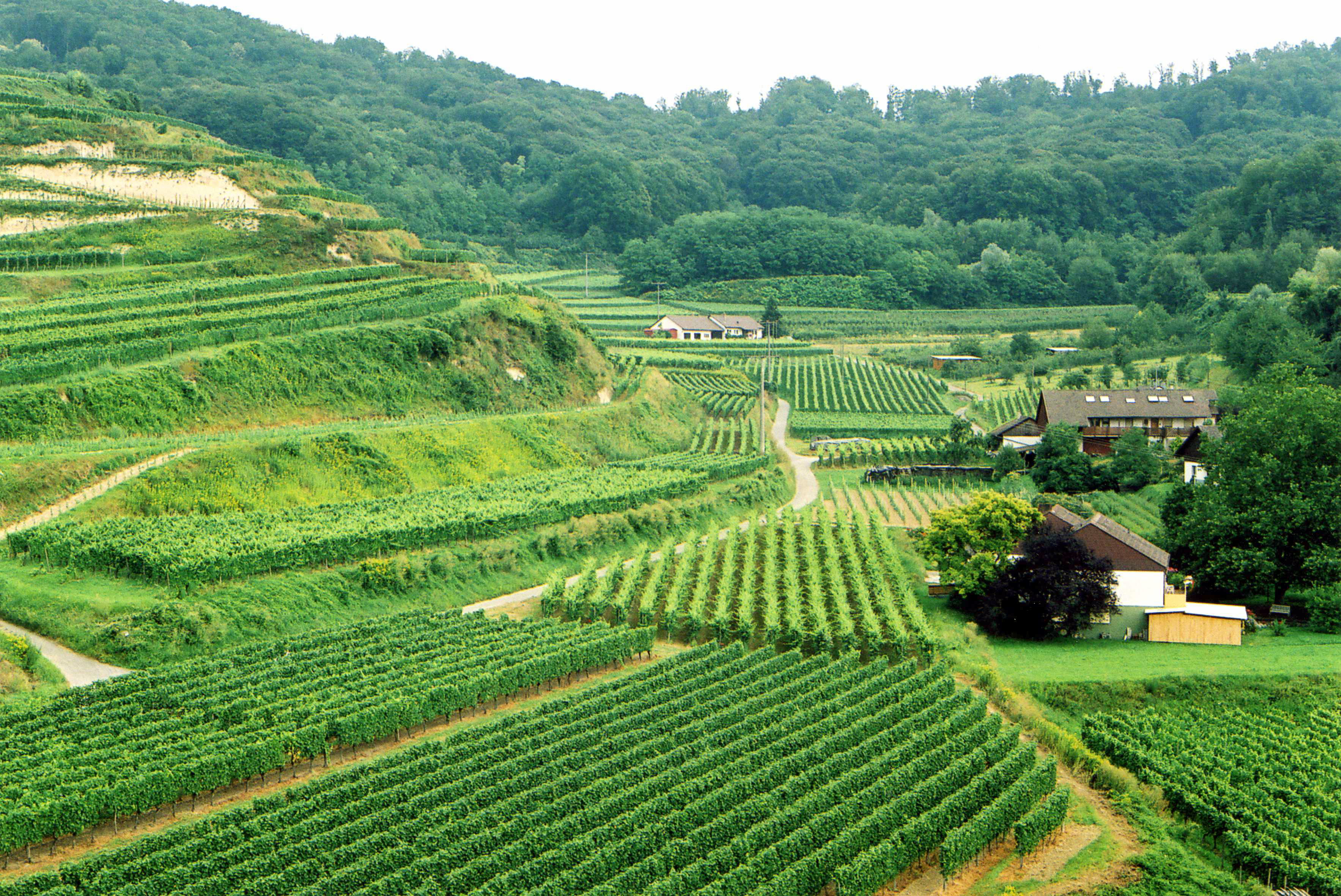
La vigne au pied du Totenkopf, à Bickensohl. Le loess est bien visible en haut, à gauche.

Tout autour du Kaiserstuhl on cultive la vigne et les vins qu'on y produit bénéficient d'une renommée internationale. Les vignobles, qui appartiennent soit à des caves coopératives, soit à des particuliers, recouvrent la majeure partie des surfaces dégagées du massif. Grâce au sol composé de Lœss, la vigne y croît bien. Les villages viticoles les plus connus sont Ihringen, Achkarren, Bickensohl, Oberrotweil, Oberbergen, Bischoffingen et Kiechlinsbergen.

## Transformation du paysage et ses conséquences

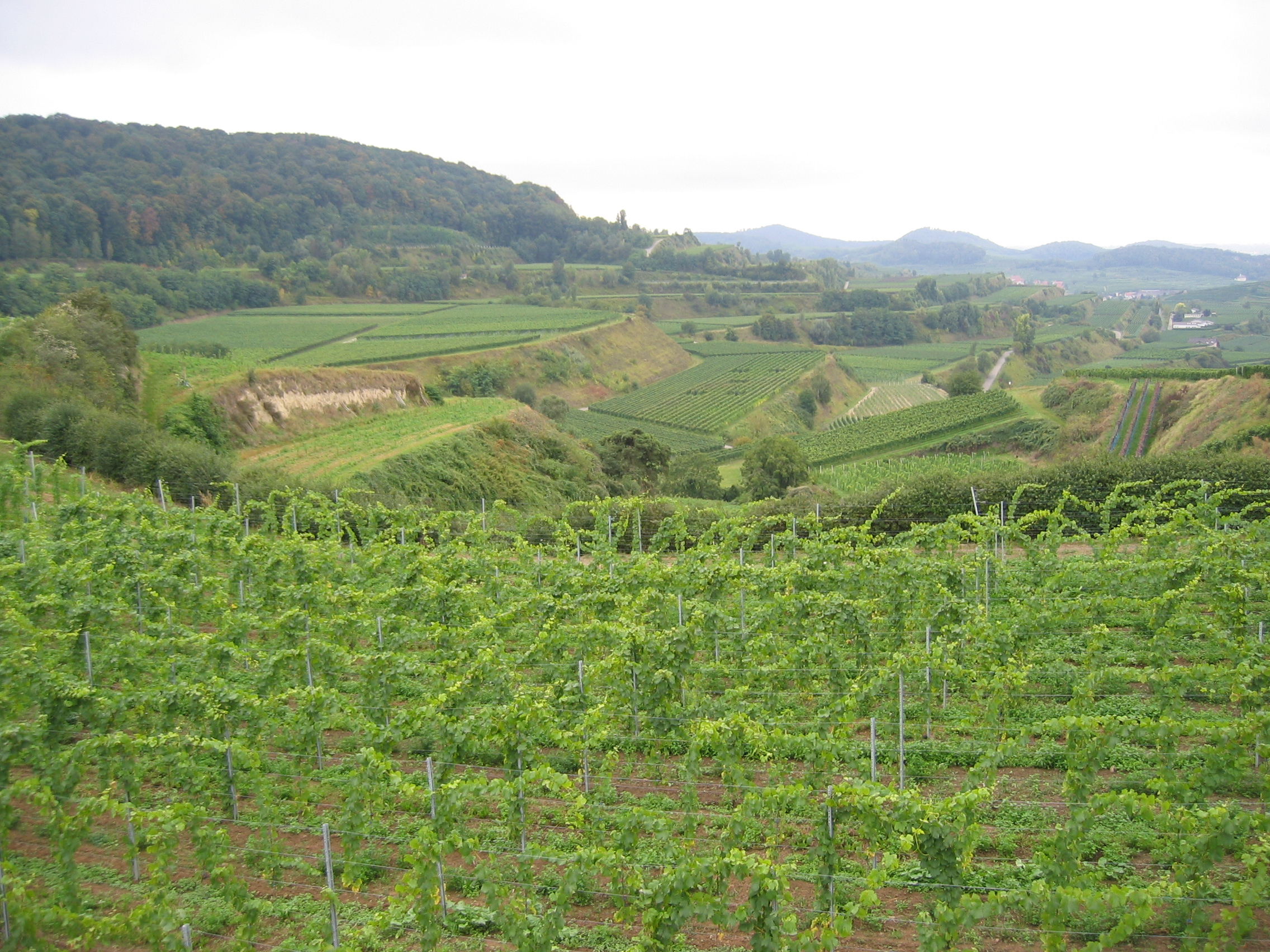
Terrasses aménagées après le remembrement dans le Kaiserstuhl.

Le terrain du Kaiserstuhl fut modifié de tous temps par les hommes car le lœss qui le recouvre est très sujet à l'érosion quand on le travaille. Des terrasses ont dû être aménagées très tôt pour permettre l'exploitation agricole de cette terre fertile. Ces terrasses sont aujourd'hui majoritairement utilisées pour la culture de la vigne mais on les utilise parfois aussi pour la culture d'arbres fruitiers ou des légumes. 
Vers 1950, on commença à regrouper les anciennes terrasses plus petites. Cela se transforma ensuite en remembrements plus importants qui modifièrent par endroits complètement l'aspect originel du site. Les transformations les plus importantes eurent lieu entre 1970 et 1976. Durant cette période, de grandes terrasses d'une surface totale d'environ 630 hectares de vignes furent aménagées avec une utilisation renforcée de machines. Et comme les talus et autres pentes sont souvent plus grands que la surface plantée elle-même, la modification du paysage naturel s'étend sur une surface plus de deux fois supérieure à la surface utile créée. Les derniers travaux d'aménagement se sont achevés en 1982.
Ces travaux n'ont pas été sans conséquences sur l'environnement. Ainsi, en 1983, le Kaiserstuhl ayant reçu l'équivalent d'un tiers des précipitations moyennes annuelles durant la seule semaine de la Pentecôte, le territoire dans sa nouvelle configuration est apparu moins apte à supporter des épisodes pluvieux extrêmes : d'importants dégâts sont dus au ruissellement incontrôlé des eaux qui a provoqué l'effondrement de nombreux talus et terrasses avec leur végétation. Dans les années suivantes, d'importants dommages provoqués par le gel furent également à déplorer. Ceux-ci avaient pour origine l'inclinaison des terrasses vers la pente de la montagne, ce qui eut pour conséquence une stagnation de l'air froid dans lequel les pieds de vigne gelaient, en particulier durant la floraison.
Depuis 1982, les exploitants s'appliquent à réparer et à modifier la forme des terrasses afin de corriger les défauts les plus importants de cette transformation du milieu naturel.